# 고모치촌
고모치촌(일본어: 子持村)은 일본 군마현 기타군마군에 존속했던 촌이다.
곤약이 특산물이며 마을 내에서는 많은 곤약밭을 볼 수 있다.
2006년 2월 20일에 시부카와시, 기타군마군 이카호정, 오노가미촌, 다노군 아카기촌, 기타타치바나촌과 함께 신설 합병되었다.

## 역사
- 1889년 - 정촌제 시행과 함께 니시군마군 나가오촌, 시로사토이촌이 설치되었다.
- 1896년 - 니시군마군과 가타오카군이 합병해 군마군이 설치되어 군마군 나가오촌,  시로사토이촌이 되었다.
- 1949년 - 군마군에서 기타군마군이 분립해 기타군마군 나가오촌, 시로사토이촌이 되었다.
- 2006년 - 시부카와시, 기타군마군 이카호정, 오노가미촌, 다노군 아카기촌, 기타타치바나촌과 합병해 새로운 시부카와시가 되었다.

## 사건
1974년 주변 4정촌과 함께 일본철도건설공단에 인건비 등 보상을 요구하였다. 당시 조에쓰 신칸센 터널 공사가 진행과정에서 덤프트럭 등 공사 차량 통행과 물마름 현상, 농작물 피해 등의 문제가 발생하였고, 신칸센의 혜택이 전혀 없었는데다 면사무소 직원 80명 중 30명이 대응을 강요받은 것 등이 이유에서였다.

## 교통

### 도로
- 국도 제17호선
- 국도 제353호선

## 참고 문헌
- 角川日本地名大辞典編纂委員会, 『角川日本地名大辞典 10 群馬県』1988, 角川書店